# Mercenac
Mercenac – miejscowość i gmina we Francji, w regionie Oksytania, w departamencie Ariège.
Według danych na rok 1990 gminę zamieszkiwało 219 osób, a gęstość zaludnienia wynosiła 16 osób/km² (wśród 3020 gmin regionu Midi-Pyrénées Mercenac plasuje się na 844. miejscu pod względem liczby ludności, natomiast pod względem powierzchni na miejscu 841.).